# Liste der schwersten Katastrophen der Schifffahrt
Die Liste der schwersten Katastrophen der Schifffahrt enthält eine Auflistung der schwersten Katastrophen in der Geschichte der Seefahrt und der Schifffahrt, gemessen am Verlust von Menschenleben.

## Die schwersten Katastrophen der Seefahrt (nach Zahl der Opfer)
Gelistet sind Katastrophen mit mindestens 2.500 umgekommenen Personen.
| Datum         | Name                                   | Opfer    | Beschreibung |
| ------------- | -------------------------------------- | -------- | --- |
| 255 v. Chr.   | Schiffskatastrophe vor Kamarina        | ~100.000 | Durch einen starken Sturm sanken 384 Schiffe der Römischen Kriegsflotte (darunter etwa 100 zuvor in der Seeschlacht bei Kap Bon gekaperte karthagische Schiffe) auf der Rückfahrt von Afrika nach Rom in der Straße von Sizilien. Geschätzt bis zu 100.000 Soldaten, Ruderer und Gefangene kamen bei dieser Katastrophe zu Tode. Sie gilt als der größte Schiffbruch der Geschichte. |
| 1281          | Mongolische Invasionsflotte            | ~70.000  | Durch einen Taifun wurde im Jahr 1281 der größte Teil der zweiten mongolisch-koreanischen Streitmacht Kublai Khans bei einem neuerlichen Invasionsversuch Japans nach der Schlacht von Kōan vor der Insel Kyūshū zerstört. Aufgrund der Wiederholung dieses Ereignisses von 1274 wurden die Japaner in dem Glauben bestärkt, sie würden von den Göttern beschützt, so dass sie die beiden Taifune Götterwind (japanisch: Kamikaze) nennen. Vermutlich scheiterten im Taifun über 2.000 Schiffe mit geschätzt 70.000 Menschen an Bord. |
| Jan. 842      | Abbasidische Flotte                    | ~30.000  | Eine Flotte des abbasidischen Kalifen Al-Mutasim, etwa 400 Ruderkriegsschiffe (den byzantinischen Dromonen ähnlich) und Transporter, welche wahrscheinlich die Einnahme von Konstantinopel zum Ziel hatte, scheiterte vor der Südwestküste der heutigen Türkei, etwa im Bereich des Themas Kibyrrhaiotai, in einer Serie von schweren Winterstürmen. Die Katastrophe ereignete sich wahrscheinlich Anfang Januar 842. Nur sieben Schiffe sollen letztlich von der Unternehmung zurückgekehrt sein. Geschätzt etwa 30.000 Seeleute, Soldaten und Ruderer kamen ums Leben. |
| 492 v. Chr.   | Persische Flotte                       | ~20.000  | Nach Herodot (Hdt. VI, 44) soll während des ersten Perserzuges unter Mardonios die begleitende Flotte bei der Umrundung der Halbinsel Athos in Nordgriechenland durch einen Sturm zerstört worden sein. Er nannte als Zahlen fast 300 Schiffe und rund 20.000 Tote. |
| 1588          | Spanische Armada                       | ~13.000  | Rund 40 Schiffe (von insgesamt etwa 130) der spanischen Armada gingen durch eine Serie von Schiffbrüchen vor allem entlang der Küsten von Schottland und Irland verloren, nachdem der Versuch einer Invasion Englands aufgegeben werden musste. Auf dem Weg zurück nach Spanien um die britischen Inseln herum wurden die teilweise bereits durch Gefechte beschädigten Schiffe von schweren Stürmen getroffen. Wracks der Flotte liegen heute noch von der französischen Küste bis nach Island verstreut auf dem Meeresboden, die Gesamtladung an Golddukaten und Kunstwerken gilt als größter gesunkener Schatz der Geschichte. Neben den 40 Schiffen, die durch Schiffbruch verloren gingen, wurden etwa 25 Schiffe zuvor bei Gefechten mit der englischen Flotte vernichtet, so dass insgesamt rund die Hälfte aller spanischen Schiffe in Verlust geriet. Schätzungsweise 13.000 Menschen, darunter 9.000 Seesoldaten, fanden den Tod. |
| 1274          | Mongolisch-koreanische Invasionsflotte | ~10.000  | Durch einen Taifun wurden geschätzt über 10.000 Mann und damit ein Drittel der mongolisch-koreanischen Streitmacht Kublai Khans, der damit Japan unterwerfen wollte, vor den Inseln Kyūshū und Tsushima getötet. |
| 30. Jan. 1945 | Wilhelm Gustloff                       | ~9.000   | Das deutsche Passagierschiff Wilhelm Gustloff wurde von dem sowjetischen U-Boot S-13 in der Ostsee versenkt, dabei ertranken rund 9.000 Menschen. Die Versenkungen der Wilhelm Gustloff, der Goya, der Steuben und der Cap Arcona gegen Ende des Zweiten Weltkriegs werden häufig als die verlustreichsten Schiffsuntergänge der Weltgeschichte bezeichnet – der Untergang der Wilhelm Gustloff als größte Schiffskatastrophe der Geschichte. Dies trifft aber in Bezug auf das Gesamtereignis nur auf die Moderne zu, da in der Antike und im Mittelalter noch verlustreichere Schiffbrüche ganzer Flotten vorkamen. Der Untergang der Wilhelm Gustloff ist jedoch der verlustreichste Schiffsuntergang der Weltgeschichte, bezogen auf ein einzelnes Schiff. |
| Okt. 1780     | Großer Hurrikan von 1780               | ~8.500   | Während des Hurrikans vom Oktober 1780, des bislang opferreichsten atlantischen Hurrikans, sanken im Bereich zwischen den Kleinen Antillen und Hispaniola insgesamt acht britische Kriegsschiffe, darunter drei Linienschiffe und fünf Fregatten; die französische Flotte verlor ebenfalls drei Linienschiffe sowie eine Fregatte. Beide Marinen hatten im Kontext des Amerikanischen Unabhängigkeitskriegs starke Flottenkräfte in der östlichen Karibik zusammengezogen. Ferner gingen durch den Sturm vor Grenada und Martinique 40 französische und 19 holländische Handelsschiffe verloren. Vermutlich ertranken insgesamt mehr als 8.500 Seeleute und Seesoldaten (an Bord der gesunkenen französischen Transportschiffe starben alleine etwa 4.000 Soldaten). Insgesamt forderte der Hurrikan, in Kombination mit den Verwüstungen an Land, geschätzt zwischen 22.000 und 27.000 Todesopfer.                                         |
| 25. Okt. 1541 | Flotte von Karl V.                     | ~8.000   | Kaiser Karl V. unternahm Ende September 1541 den Versuch, den Hafen von Algier dem Osmanischen Reich bzw. dem dortigen osmanischen Statthalter zu entreißen. Seine zumeist aus spanischen Schiffen bestehende Flotte, über 400 Schiffe (davon rund 80 Galeeren) mit etwa 36.000 Seeleuten, Ruderern und Soldaten an Bord, wurde jedoch zwischen dem 23. und dem 25. Oktober 1541 vor Algier von einem schweren Sturm getroffen. Hierbei sanken oder strandeten 17 Galeeren und 130 Transportkaracken. Etwa 8.000 Seeleute und Soldaten fanden im Sturm den Tod. Weitere etwa 9.000 Soldaten, die zuvor angelandet worden waren, wurden von den Truppen des osmanischen Statthalters völlig aufgerieben. Das Unternehmen musste nachfolgend abgebrochen werden. |
| 16. Apr. 1945 | Goya                                   | ~7.000   | Der deutsche Frachter Goya wurde auf der Ostsee von dem sowjetischen U-Boot L-3 torpediert. Laut Schätzungen ertranken rund 7.000 Menschen, überwiegend Flüchtlinge aus West- und Ostpreußen sowie flüchtende Soldaten. |
| 29. Juli 1566 | Dänisch-lübische Flotte                | ~6.000   | Durch einen Sturm sanken zahlreiche Schiffe der während des sogenannten Dreikronenkrieges vor Gotland liegenden dänisch-lübischen Flotte. Insgesamt sanken elf dänische und drei (oder vier?) lübische Schiffe, wobei etwa 6.000 Seeleute und Soldaten (4.000 Dänen und etwa 2.000 Lübecker beziehungsweise Angehörige der Hanse) den Tod fanden. Unter den Opfern war auch der Bürgermeister und kommandierende Admiral von Lübeck, Bartholomeus Tinnappel. Nur 82 Überlebende von allen 14 Schiffen wurden gerettet. |
| 18. Sep. 1944 | Jun’yō Maru                            | ~5.620   | Der japanische Frachter Junyo Maru transportierte 2.300 alliierte Kriegsgefangene und 4.200 zivile Zwangsarbeiter von Batavia (Java) nach Padang (Sumatra) und wurde kurz vor seiner Ankunft durch das britische U-Boot Tradewind versenkt. Beim Untergang des Schiffs starben etwa 5.620 Menschen. |
| 29. Juni 1944 | Toyama Maru                            | ~5.600   | Auf dem japanischen Truppentransporter Toyama Maru befanden sich 6.000 Soldaten einer Infanteriebrigade, die von Kyushu (Japan) nach Okinawa gebracht werden sollten, als er von dem amerikanischen U-Boot USS Sturgeon (SS-187) torpediert wurde. Etwa 5.600 Soldaten wurden durch die Torpedoexplosionen getötet, ertranken oder verbrannten, als die ebenfalls an Bord befindliche Ladung Benzinfässer in Brand geriet. |
| 1. Nov. 1596  | Spanischer Flottenverband              | ~5.500   | Ein spanischer Flottenverband von rund 140 Schiffen, darunter 24 Galeonen und 53 Transporter, welcher mit Truppen die Rebellion in Irland gegen den englischen Herrschaftsanspruch hätte unterstützen sollen, geriet während des Anmarsches etwa 120 Seemeilen nordwestlich von Kap Finisterre in einen schweren Sturm. Mindestens fünf Galeonen und 38 weitere Schiffe sanken. Geschätzt etwa 5.500 Seeleute und Seesoldaten gingen mit den Schiffen unter. Beim Untergang der großen Galeonen La Capitana de Levante und Santiago gingen ferner rund 60.000 Dukaten verloren, weswegen das Unternehmen zudem als finanzielle Katastrophe angesehen wurde. |
| 7. Nov. 1941  | Armenija                               | ~5.000   | Das sowjetische Passagierschiff Armenija, eingesetzt bei der Evakuierung von Verwundeten und Flüchtlingen von der Halbinsel Krim vor der vorrückenden deutschen Wehrmacht, wurde vor Hursuf von deutschen Flugzeugen versenkt. Der Dampfer sank innerhalb weniger Minuten. An Bord befanden sich geschätzt rund 5.000 Menschen, darunter viele Verwundete aus den zuvor geräumten Hospitälern Sewastopols. Nur acht Überlebende sollen gerettet worden sein, womit von rund 5.000 Toten ausgegangen werden kann. |
| Okt. 888      | Byzantinischer Flottenverband          | ~5.000   | Während der Kämpfe um das Emirat von Sizilien zwischen dem Byzantinischen Reich und der arabischen Dynastie der Aghlabiden, trafen im Oktober 888 je 200 Schiffe der beiden Kriegsparteien vor Milazzo aufeinander (auch als zweite Schlacht bei Milazzo bezeichnet). Im Verlaufe der Schlacht erlitten die Byzantiner eine schwere Niederlage und verloren vermutlich an die 2.000 Besatzungsangehörige. Nachfolgend während des Rückmarsches geriet die byzantinische Flotte, viele Schiffe hatten Beschädigungen erlitten, jedoch in einen schweren Orkan und büßte mindestens 80 Schiffe durch Schiffbrüche ein. Geschätzt 5.000 weitere Seeleute, Soldaten und Ruderer ertranken. |
| 25. Feb. 1944 | Ryusei Maru                            | 4.998    | Der als Truppentransporter genutzte japanische Frachter Ryusei Maru wurde, als Teil eines von Surabaya nach Ambon laufenden Konvois, in den Abendstunden des 25. Februar 1944 nahe Lombok von dem amerikanischen U-Boot USS Rasher torpediert und versenkt. Von den rund 6.600 japanischen Soldaten an Bord kamen 4.998 ums Leben. |
| 19. Aug. 1944 | Tamatsu Maru                           | 4.890    | Das als Truppentransporter genutzte japanische Landungsboot-Mutterschiff Tamatsu Maru wurde in den Morgenstunden des 19. August 1944 westlich von Luzon von dem amerikanischen U-Boot USS Spadefish (SS-411) torpediert und versenkt. Mit dem Schiff gingen 4.755 japanische Soldaten und 135 Seeleute unter. |
| 3. Mai 1945   | Cap Arcona                             | ~4.500   | Das in der Neustädter Bucht ankernde deutsche Passagierschiff Cap Arcona wurde am 3. Mai 1945, kurz vor Ende des Zweiten Weltkriegs, durch britische Hawker-Typhoon-Jagdbomber in Brand geschossen und versenkt, wobei die meisten der an Bord befindlichen rund 4.600 Häftlinge aus dem KZ Neuengamme ums Leben kamen. Zu der hohen Opferzahl kam es auch, weil die deutschen Wachmannschaften die Gefangenen unter Deck eingeschlossen ließen. Die Versenkung gehört mit denen der Wilhelm Gustloff, der Goya und der Steuben zu den verlustreichsten Schiffsuntergängen in der Ostsee während der Endphase des Zweiten Weltkrieges und der Neuzeit insgesamt. |
| 20. Dez. 1987 | Doña Paz                               | 4.386    | Die philippinische Fähre Doña Paz kollidierte am 20. Dezember 1987 auf dem Weg von Leyte nach Manila in der Nähe von Mindoro mit dem Tanker Vector. Es kam zu einer Explosion und einem anschließenden Brand. Nur 24 Überlebende der Doña Paz und zwei Besatzungsmitglieder der Vector konnten gerettet werden. Die folgende amtliche Untersuchung kam auf eine Opferzahl von 4.317 Passagieren, 58 Besatzungsmitgliedern der Doña Paz und elf Besatzungsmitgliedern der Vector. Es handelt sich damit um das schwerste Schiffsunglück in Friedenszeiten. |
| 11. Feb. 1944 | Oria                                   | ~4.100   | Das von der deutschen Wehrmacht zum Gefangenentransport genutzte Frachtschiff Oria strandete in einem schweren Sturm an der Felsenküste nahe Kap Sounion und brach auseinander. An Bord des von Rhodos nach Piräus laufenden und völlig überladenen Dampfers befanden sich 4.046 italienische Militärinternierte, 90 deutsche Soldaten sowie 13 Griechen. Erst 24 Stunden später erreichten erste Rettungsfahrzeuge den Ort der Katastrophe, konnten aber nur noch 21 Italiener (andere Quellen sprechen von 49), sechs Deutsche und sieben Griechen retten. Rund 4.100 Menschen fanden den Tod. |
| 22. Nov. 1270 | Flotte von Karl I.                     | ~4.000   | Im Rahmen der Vorbereitungen für den siebten Kreuzzug geriet um den 22. November 1270 eine Flotte des sizilianischen Königs Karl I. von Anjou vor dem Hafen von Trapani in einen schweren Sturm. Mindestens 28 größere Transportschiffe sowie 30 bis 40 kleinere Schiffe sanken oder gingen durch Strandung verloren. Geschätzt rund 4.000 Seeleute und Soldaten kamen hierbei ums Leben. Karl I. musste nach dieser Katastrophe seine Teilnahme am Kreuzzug absagen. |
| 18. Okt. 1562 | Spanisches Galeerengeschwader          | ~4.000   | Vor der spanischen Küste, nahe Málaga, geriet ein aus 28 Galeeren bestehendes spanisches Geschwader in einen starken Orkan. 25 Galeeren kenterten und sanken in meterhohen Wellen, wobei rund 4.000 Seeleute, Seesoldaten und Rudersklaven ertranken. Unter den Toten war auch Don Juan de Mendoza, der spanische Geschwaderchef. Nur drei Galeeren erreichten später beschädigt den Hafen von Málaga. |
| 10. Mai 1944  | Teja                                   | ~4.000   | Während der Rückeroberung der Krim durch sowjetische Truppen wurde das deutsche Frachtschiff Teja, eingesetzt zur Evakuierung der auf der Halbinsel eingekesselten deutschen 17. Armee und vermutlich besetzt mit über 5.000 deutschen und rumänischen Soldaten, südwestlich von Sewastopol von sowjetischen Flugzeugen attackiert und sank nach drei oder vier Bombentreffern. Geschätzt etwa 4.000 deutsche und rumänische Soldaten gingen mit dem Schiff unter. |
| 1728          | Britischer Flottenverband              | ~4.000   | Während des englisch-spanischen Krieges von 1727 bis 1729 unternahm ein britischer Flottenverband von 20 Schiffen, darunter elf Linienschiffe, den Versuch, den von den Spaniern kontrollierten Hafen von Portobelo (im heutigen Panama) zu blockieren. Die Blockade blieb ergebnislos, indessen jedoch starben zwischen Sommer 1726 und Januar 1728, ohne dass es zu einem Gefecht gekommen wäre, geschätzt rund 4.000 britische Seeleute und Seesoldaten am belastenden tropischen Klima und an Krankheiten, vor allem an Gelbfieber. Unter den Toten befanden sich auch die Kommandanten des Verbandes, Vizeadmiral Francis Hosier sowie dessen Nachfolger, Konteradmiral Edward St. Lo. |
| 9. Sep. 1775  | Neufundland-Hurrikan von 1775          | ~4.000   | Am 9. September 1775 wurden Teile Neuenglands sowie vor allem die Küstengewässer Neufundlands von einem schweren atlantischen Hurrikan getroffen. Vermutlich bis zu 700 kleinere Schiffe und Fischerboote gingen verloren. Es handelt sich bis heute um den opferreichsten Sturm in der Geschichte Kanadas. Geschätzt mindestens 4.000 Seeleute, zumeist aus Großbritannien und Irland, kamen ums Leben. |
| 10. Feb. 1945 | Steuben                                | ~4.000   | Das deutsche Passagierschiff Steuben mit 2.800 Verwundeten, 800 Flüchtlingen aus West- und Ostpreußen und rund 500 Soldaten sowie Angehörigen des Sanitätspersonals, wurde in den Nachtstunden vor Stolpmünde von dem sowjetischen U-Boot S-13 torpediert und versenkt. Ein kleines Begleitfahrzeug konnte etwa 300 Überlebende retten. Geschätzt 4.000 Menschen kamen ums Leben. |
| 18. März 1648 | Venezianischer Flottenverband          | ~3.600   | Während des Krieges um Kreta wurde ein venezianischer Flottenverband von 20 Galeeren und 17 Segelschiffen vor Psara von einem schweren Sturm getroffen. 18 Galeeren und mindestens neun Segelschiffe erlitten im Sturm Schiffbruch. Rund 3.600 Seeleute, eingeschiffte Soldaten und Ruderer fanden hierbei den Tod. Unter den Opfern befand sich auch der venezianische Flottenchef, Giovanni Battista Grimani. |
| 17. Sep. 1782 | Britischer Flottenverband              | ~3.500   | Nach der Schlacht von Les Saintes geriet ein auf dem Heimweg nach England befindlicher britischer Flottenverband unter Admiral Thomas Graves vor Neufundland in die Ausläufer eines Hurrikans. Fünf Linienschiffe, darunter drei erbeutete französische Schiffe (darunter die Ville de Paris, mit welcher alleine rund 800 Mann untergingen), und mindestens sieben weitere Schiffe sanken im Sturm. Geschätzt 3.500 Seeleute und Seesoldaten ertranken. |
| 17. Juni 1940 | Lancastria                             | ~3.500   | Das britische Passagierschiff Lancastria wurde auf der Reede vor Saint-Nazaire von deutschen Flugzeugen bombardiert und versenkt. Beim Untergang des mit Flüchtlingen, evakuierten Soldaten der British Expeditionary Force und britischen Zivilisten völlig überladenen Schiffes (über 6.000?) kamen geschätzt 3.500 Menschen ums Leben. 2.477 Überlebende wurden später gerettet. |
| 17. Nov. 1944 | Mayasan Maru                           | 3.437    | Das als Truppentransporter eingesetzte japanische Landungsboot-Mutterschiff Mayasan Maru, mit knapp 5.000 japanischen Soldaten an Bord auf dem Weg von Imari nach Shanghai, wurde im Ostchinesischen Meer von dem amerikanischen U-Boot USS Picuda (SS-382) torpediert und versenkt. Infolge eines aufziehenden Sturms konnten nur etwa 1.300 Überlebende gerettet werden. Insgesamt 3.437 Menschen ertranken. |
| 30. Juni 1944 | Nikkin Maru                            | 3.219    | Der ohne Geleitschutz und einzeln fahrende japanische Truppentransporter Nikkin Maru (5.587 BRT), beladen mit etwa 3.400 Soldaten der japanischen 32. Armee und auf dem Weg von Moji nach Woosung (im japanisch besetzten Korea), wurde in den frühen Morgenstunden des 30. Juni 1944 etwa 18 Seemeilen nördlich von Hongdo von dem amerikanischen U-Boot Tang torpediert und versenkt. Insgesamt 3.150 Soldaten und 69 Besatzungsangehörige kamen beim Untergang ums Leben. |
| 4. Dez. 1948  | Kiang Ya                               | ~3.200   | Das chinesische Passagierschiff Kiang Ya, überladen mit geschätzt bis zu 4.000 Menschen, darunter viele Bürgerkriegsflüchtlinge, sank in der Mündung des Huangpu Jiang nach einer schweren Explosion an Bord. Möglicherweise wurde die Explosion von einer nicht entdeckten und geräumten japanischen Seemine aus dem Zweiten Weltkrieg verursacht. Beim Untergang kamen vermutlich 3.200 Menschen ums Leben. Etwa 700 (oder 1000?) Überlebende sollen gerettet worden sein. |
| 29. Okt. 1805 | Britischer Flottenverband              | ~3.000   | Nach der Schlacht von Trafalgar geriet die siegreiche britische Flotte, welche in der Schlacht insgesamt elf französische und spanische Linienschiffe hatte entern und erobern können, nordwestlich von Kap Trafalgar in einen starken, mehrere Tage anhaltenden Sturm. Insgesamt sieben der durch die Schlacht bereits stark beschädigten Prisen sanken dabei im Orkan oder strandeten an der Küste. Insgesamt kamen etwa 3.000 Seeleute und Seesoldaten, darunter viele Verwundete, die sich nicht von den Schiffen retten konnten, ums Leben. Allein der Untergang des französischen Linienschiffes Indomptable nahe Cádiz forderte mehr als 1.000 Todesopfer. |
| 25. Feb. 1944 | Tango Maru                             | ~3.000   | Der japanische Frachter Tango Maru, beladen mit geschätzt 3.500 Zwangsarbeitern aus Java und alliierten Kriegsgefangenen und Teil eines von Surabaya nach Ambon laufenden Konvois, wurde in den Abendstunden des 25. Februar 1944 nahe Lombok von dem amerikanischen U-Boot Rasher torpediert und versenkt. Etwa 3.000 Menschen gingen mit dem Schiff unter. Siehe hierzu auch den Eintrag zum Untergang der Ryusei Maru weiter oben in der Liste. |
| 6. Sep. 1776  | Französisch-holländischer Geleitzug    | ~3.000   | Ein schwerer Hurrikan traf einen in der Bucht vor Pointe-à-Pitre (Guadeloupe) liegenden französisch-holländischen Geleitzug. Von den rund 100 Handelsschiffen, reich beladen mit Bananen, Zuckerrohr und Ananas, sanken etwa 60 im Sturm oder zerschellten an der Küste. Nach Schätzungen kamen dabei bis zu 3.000 Seeleute ums Leben. An Land bzw. auf den umliegenden Inseln starben durch den Sturm weitere 3.000 Menschen. Es handelte sich um den bis zu diesem Zeitpunkt opferreichsten atlantischen Tropensturm vor dem Hurrikan von 1780 (siehe oben). |
| 10. Sep. 2011 | Spice Islander I                       | 2.967    | Die tansanische Fähre Spice Islander I sank in den frühen Morgenstunden des 10. September 2011 zwischen den zum Sansibar-Archipel gehörenden Inseln Unguja und Pemba infolge von Überladung. Obgleich für etwa 700 Personen ausgelegt, hatten sich über 3.500 Menschen an Bord befunden. Nur 619 Überlebende konnten später gerettet werden, 2.967 Menschen fanden den Tod. |
| 3. Mai 1945   | Thielbek                               | ~2.800   | Das in der Neustädter Bucht ankernde deutsche Frachtschiff Thielbek wurde am 3. Mai 1945, kurz vor Ende des Zweiten Weltkriegs und gemeinsam mit der Cap Arcona, durch britische Hawker-Typhoon-Jagdbomber in Brand geschossen und versenkt, wobei die meisten der an Bord befindlichen rund 2.800 Häftlinge aus dem KZ Neuengamme ums Leben kamen. Zu der hohen Opferzahl kam es auch, weil die deutschen Wachmannschaften die Gefangenen unter Deck eingeschlossen ließen. |
| 19. März 1918 | Linz                                   | ~2.700   | Der als Truppentransporter dienende Dampfer Linz des Österreichischen Lloyds war mit bis zu 3.000 Personen an Bord auf dem Weg von der Bocche di Cattaro nach Durazzo (Albanien), als das Schiff vor Kap Rodoni von einem Torpedo getroffen wurde und binnen 25 Minuten sank. Nur 291 Menschen konnten gerettet werden. Mit geschätzten 2.700 Opfern gilt der Untergang der Linz als schwerste Katastrophe der österreichischen Seefahrt. Genaue Angaben zu Passagierzahlen und Opfern existieren nicht, der Untergang wurde seinerzeit geheim gehalten. |
| 8. Feb. 1944  | Petrella                               | ~2.670   | Der in deutschen Diensten stehende Dampfer Petrella, mit 3.173 italienischen Militärinternierten an Bord, wurde vor Kreta von dem britischen U-Boot Sportsman torpediert und versenkt. Das Schiff war zum Zeitpunkt des Angriffs deutlich als Gefangenentransporter gekennzeichnet und trug die Kennungen POW (prisoners of war) auf den Rumpfseiten, wurde aber dennoch attackiert. Schätzungsweise 2.670 Gefangene kamen dabei ums Leben. Die hohen Verlustzahlen sind auch darauf zurückzuführen, dass die deutschen Wachmannschaften die eingesperrten Italiener teils nicht frei ließen und sogar auf sie schossen. |
| 26. Apr. 1944 | Yoshida Maru No. 1                     | 2.669    | Vor der Westküste von Luzon torpedierte das amerikanische U-Boot Jack den in einem Konvoi fahrenden japanischen Heerestransporter Yoshida Maru No. 1 (5.245 BRT), der mit Teilen der japanischen 32. Infanteriedivision beladen und auf der Fahrt von Shanghai nach Halmahera war. Von den insgesamt 2.669 Personen an Bord (2.586 Soldaten sowie 83 Besatzungsangehörige) konnte niemand gerettet werden. |
| 18. Aug. 1944 | Teia Maru                              | 2.665    | Das als Truppentransporter genutzte japanische Passagierschiff Teia Maru, Teil des Konvois HI-71 und mit knapp 5.500 Soldaten an Bord, wurde in den Nachtstunden des 18. August 1944 im Südchinesischen Meer von dem amerikanischen U-Boot Rasher (oder möglicherweise vom U-Boot Redfish?) torpediert und versenkt. Zum Untergangszeitpunkt herrschte stürmisches Wetter. Insgesamt 2.665 Menschen kamen beim Untergang ums Leben. |
| 3. Dez. 1941  | Iosif Stalin                           | ~2.600   | Der sowjetische Truppentransporter Iosif Stalin, eingesetzt zur Evakuierung der sowjetischen Garnison von Hangö vor herannahenden deutschen Truppen und mit 5.589 Soldaten an Bord, geriet im Finnischen Meerbusen auf die deutsche „Corbetha“-Minensperre. Das Schiff sank nach drei Minentreffern und wurde zusätzlich von finnischen Küstenbatterien getroffen. Knapp 3.000 sowjetische Soldaten konnten von sowjetischen Minensuchbooten und später von deutschen Vorpostenfahrzeugen gerettet werden, aber rund 2.600 Soldaten fanden den Tod. |
| 27. Nov. 1944 | Rigel                                  | 2.571    | Der unter deutscher Flagge fahrende ehemalige norwegische Frachter Rigel, auf dem Weg von Bodø nach Trondheim, wurde nördlich von Namsos, nahe Mosjøen, von Fairey-Barracuda-Bombern des britischen Flugzeugträgers HMS Implacable attackiert. An Bord des völlig überladenen Schiffes befanden sich 2.248 sowjetische Kriegsgefangene, 103 norwegische und deutsche Gefangene (desertierte Wehrmachtssoldaten), 29 Crewmitglieder und 458 Angehörige der Wehrmacht. Nach mehreren Bombentreffern geriet der Frachter in Brand und strandete an der Felsenküste. Von insgesamt 2.838 Menschen an Bord kamen letztlich 2.571 ums Leben. Nur 267 Überlebende erreichten später das Ufer. |
| 26. Nov. 1703 | Großer Sturm von 1703                  | ~2.500   | Während eines der stärksten je gemessenen Sturmereignisse über Südengland und im Ärmelkanal strandeten oder sanken im November 1703 13 Schiffe der Royal Navy, darunter acht Linienschiffe, wobei geschätzt 1.500 Seeleute und Seesoldaten den Tod fanden. Zudem scheiterten rund 40 bis 50 Handelsschiffe im Sturm. Hierbei kamen weitere rund 1.000 Seeleute um. |